# Ressonância magnética nuclear de sólidos

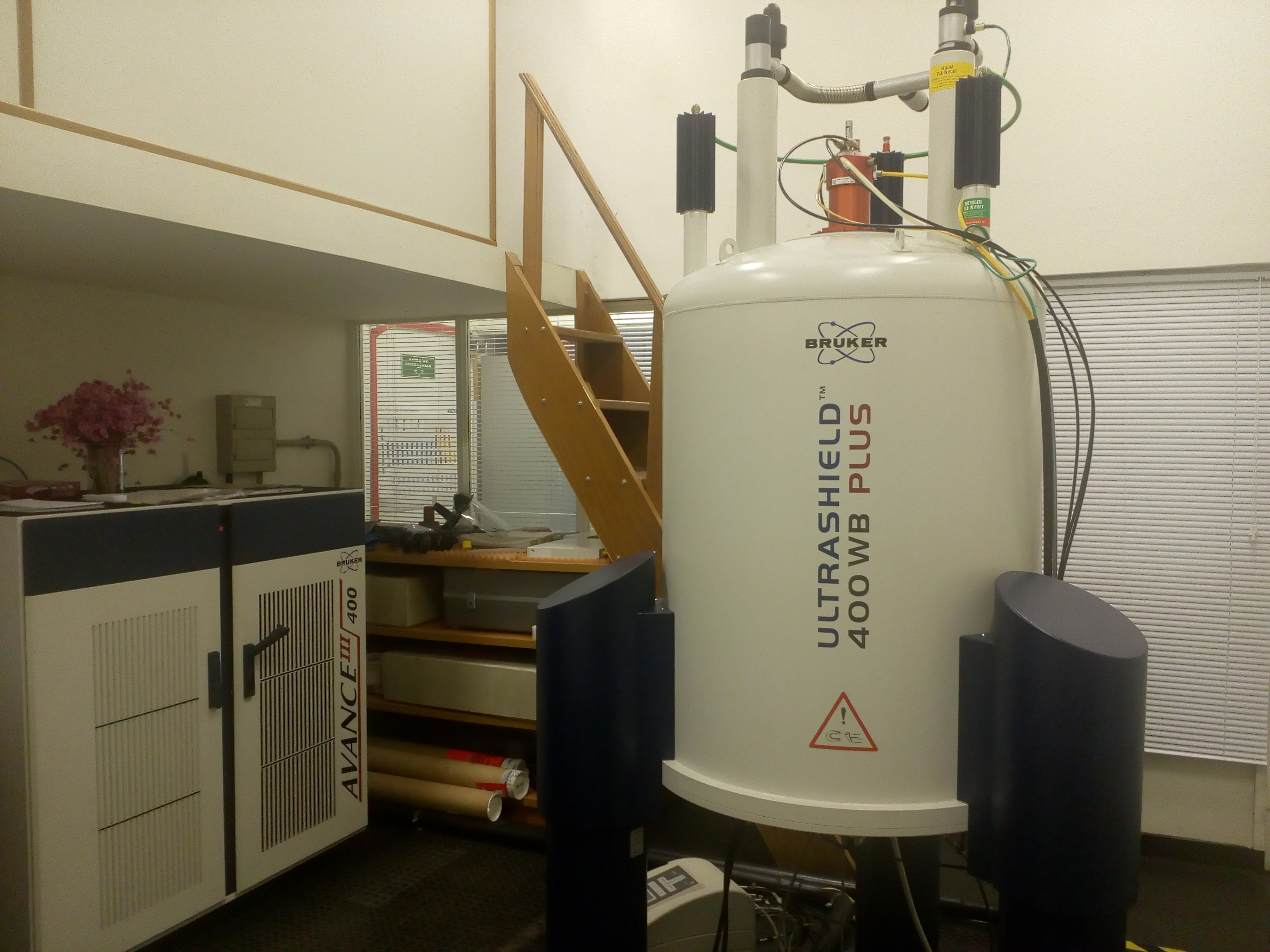
Espectrômetro de RMN de sólidos 400 MHz do instituto de química (IQ) da UFRJ

Ressonância magnética de sólidos (SSRMN) é uma forma de espectroscopia caracterizada pela presença de interações anisotrópicas (direcionalmente dependentes). É muito vantajosa por, além de obter dados importantes, ser uma técnica não destrutiva.

## Histórico
O primeiro relato do uso de ressonância magnética nuclear (RMN) para analisar sólidos foi dado em 1936 por Cornelius Jacobus Gorter, ocasião em que ele tentou verificar a ressonância para o núcleo de lítio para o fluoreto de lítio cristalino e para os prótons de alúmen de potássio, porém não obteve resultados discerníveis. Os cristais eram muito puros e com longos de tempo de relaxação, diminuindo a capacidade de observação da ressonância.
O primeiro experimento de sucesso de RMN utilizando material sólido foi feito de forma independente no fim de 1945 por Edward Mills Purcell, Robert Pound e Henry Torrey, na universidade Harvard, e por Felix Bloch, na universidade Stanford. Purcell e seus colaboradores trabalharam com RMN de estado sólido e acharam o primeiro dos sinais para os prótons em parafina sólida. Eles perceberam a importância da relaxação e trabalharam bastante para tornar o resultado mais aplicado, assim como Bloch e seus colaboradores quando encontraram o primeiro sinal de RMN para prótons na água.
O grupo de Harvard continuou pesquisando a relaxação magnética de sólidos, líquidos e gases. Em 1954, Ryogo Kubo e Kazuhisa Tomita modificaram algumas das expressões de relaxação encontradas, porém corroborando os tempos de relaxação encontrados pelo grupo de Harvard.
Esses experimentos ressaltaram a importância dos movimentos moleculares e das interações de dipolo nucleares como fontes de relaxação nuclear em uma vasta gama de materiais, porém não deu uma base para entender a relaxação em materiais onde não havia movimento nuclear significativo. Nicolas Bloembergen pesquisou isso e verificou que a origem dessas relaxações eram impurezas paramagnéticas, auxiliadas por trocas de spin nucleares, o que promovia a difusão de energia dos centros para o resto do material.

## Introdução

### Conceitos básicos
Normalmente, líquidos (considerando que são homogêneos e diamagnéticos) possuem sinais agudos na espectroscopia RMN, apesar da existência de grandes interações dipolares e deslocamento químico anisotrópico que fariam com que o espectro fosse ampliado de tal forma que o espectrômetro deveria gerar um sinal não observável, não fosse o rápido decaimento isotrópico molecular.
Para o caso de sólidos, o mesmo não ocorre. Em condições normais, seus espectros geram sinais mais largos que o deslocamento químico, de tal forma que são muito amplos para se ver em um espectrômetro normal de alta resolução.
Interações nucleares anisotrópicas de spin geram padrões com alto overlap e com múltiplas interações, os sinais tomam tamanhos bastante largos e de baixa resolução, além de que pelo sólido ter uma maior organização, seus tempos de relaxação são muito mais longos o que diminui a sensibilidade da análise.
Assim, para se obter uma análise discernível, é necessário fazer alterações de forma a deixar a análise mais precisa, com melhor resolução e sensibilidade.

### Deslocamento químico anisotrópico
Quando um campo magnético externo é aplicado em um átomo, tanto os spins nucleares quanto os elétrons ao redor são afetados. Esse campo externo induz a circulação de corrente de elétrons que, por sua vez, produzem campos magnéticos pequenos que podem adicionar ou subtrair do campo magnético sentido pelo núcleo.
Dessa forma, o campo efetivo sentido pelo núcleo é alterado, assim como sua frequência de ressonância. A densidade da nuvem de elétrons em relação ao campo externo gera o deslocamento químico anisotrópico. A dependência anisotrópica do deslocamento é variável, mas que pode ser bastante considerável dependendo do núcleo. O deslocamento ocorre pelo fato de que os átomos em moléculas raramente possuem uma distribuição de elétrons simetricamente esférica. Essa orientação muda a densidade da nuvem e influencia o campo magnético
Esse deslocamento químico normalmente resulta em um sinal largo devido à interação entre os spins detectados e o campo externo. Para o caso especial em que os deslocamentos químicos de ambos os núcleos são iguais, há uma maior simetria entre as nuvens de densidade eletrônica e com isso é possível escrever o hamiltoniano do deslocamento químico e separá-lo em dois termos, um isotrópico e um anisotrópico para poder trabalhar somente com o termo anisotrópico.

### Interações anisotrópicas no espectro de RMN
É possível descrever o hamiltoniano do sistema relacionado com a parte anisotrópica do deslocamento químico. Ele pode ser escrito como um produto de duas partes, uma espacial e uma de spin:
{\displaystyle \mathrm {H} ={1 \over 3}\{\sum _{j=1}^{3}\sigma j+\sum _{j=1}^{3}{\biggl (}3\cos ^{2}\theta j-1{\biggr )}\sigma j\}\gamma lz\mathrm {B} }
Cujo termo espacial é {\displaystyle {\biggl (}3\cos ^{2}\theta j-1{\biggr )}}e o spin é proporcional a {\displaystyle lz}.
Porém, esse operador pode ser simplificado por sua média quando movimentos moleculares ocorrem, que pode ser avaliado pela sua média temporal para um único spin:
{\displaystyle H={1 \over \tau }\int \limits _{0}^{\tau }H{\biggl (}\theta (t){\biggr )}dt}
Ou a partir da sua orientação média para vários spins:
{\displaystyle H=\int \limits _{0}^{\pi }H(\theta )\sin \theta d\theta }
A partir desse conceito E. R Andrew e I. J Lowe demonstraram que essas interações poderiam ser suprimidas induzindo movimentos artificiais no sólido. Há dois tipos de movimento induzido, movimentos no espaço da amostra (que ocorre a partir da rotação da amostra de forma mecânica) e movimentos no espaço de Spin (cuja rotação ocorre a partir da magnetização induzida por pulsos de radiofrequência, mudando a parte de spin na equação).
Dentre os métodos utilizados para se induzir a supressão dessas interações, alguns se destacam, como a rotação em torno do ângulo mágico, o desacoplamento de spin e a polarização cruzada.

## Interações de Spin no estado sólido
Os acoplamentos dipolares de spin diferem pelo tipo de molécula (homonuclear ou hétero):

### Acoplamento Homonuclear

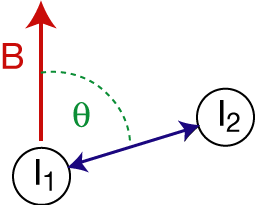
Esquematização de vetores dipolares em relação ao campo magnético

O acoplamento dipolar surge de uma interação entre dois núcleos iguais em que a interação depende tanto da orientação entre os dois spins nucleares em relação ao vetor campo magnético quanto da espécie de estudo. O acoplamento é dado pela constante d;
{\displaystyle d={\mu _{0} \over 4\pi }{h\gamma _{1}\gamma _{2} \over 2\pi r^{3}}}
Em que r é a distância internuclear, μ é a permeabilidade do espaço e γ1 e γ2 são as taxas giromagnéticas dos núcleos. Como a interação entre os núcleos de spin depende da orientação, pode-se relacionar a constante de acoplamento dipolar com a orientação do campo magnético pela equação
{\displaystyle d\ \alpha \ (3cos^{2}\theta -1)}
Onde o ângulo descreve a orientação do vetor internuclear em relação ao campo magnético. Assim, é possível montar o hamiltoniano com essas informações. No caso de spins de núcleos iguais pode haver um processo de conservação de energia como uma troca, onde um spin vai pra cima e o outro para baixo. Para considerar essa interação, é necessário incluir outro termo no hamiltoniano homonuclear de dipolo:
{\displaystyle \mathrm {H} =-\left({\frac {d}{2}}\right)(3cos^{2}\theta -1)(3I_{1z}I_{2z}-(I_{1}I_{2}))}
Onde I é relacionado com a presença do spin nuclear (I é utilizado para spins abundantes e S para spins raros) e o último termo surge como um operador para ascender ou rebaixar o spin. A partir do hamiltoniano pode se perceber que a magnitude do acoplamento depende tanto da orientação quanto da distância entre os núcleos. Assim, pode se ver que para certas orientações, a magnitude será maior ou menor e essa dependência de orientação que limita o seu papel em RMN no estado líquido.
O operador de subida I aumenta o momento angular de spin por ħ, causando a ida de um spin da orientação de cima para orientação de baixo. Os dois operadores do termo provêm uma troca de momento angular de spin onde a energia se conserva, desde os dois spins acoplados tenham uma frequência de ressonância que se sobreponham. Se não há essa sobreposição, não há transição com conservação de energia. Nesse caso, o hamiltoniano toma a forma de um hamiltoniano de acoplamento heteronuclear.

### Acoplamento heteronuclear
O acoplamento dipolar nuclear surge a partir da interação entre dois momentos magnéticos de dois spins nucleares diferentes. Neste caso, temos o hamiltoniano heteronuclear de dipolo
{\displaystyle \mathrm {H} =-\left(d\right)(3cos^{2}\theta -1)I_{z}S_{z}}
Em que não há mais a presença do operador relacionado com a mudança da orientação de spin e há diferenciação entre o spin nuclear abundante e o menos presente. O hamiltoniano heteronuclear possuí as mesmas influências que o homonuclear, porém com núcleos distinguíveis.

## Métodos para obtenção do espectro de RMN para sólidos

### Rotação em torno do ângulo mágico

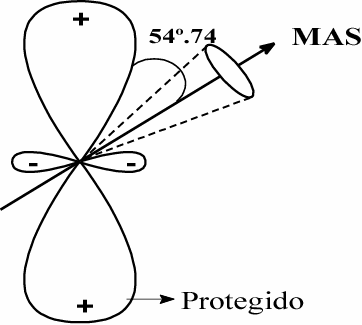
Demonstração da proteção magnética quando em rotação em torno do ângulo mágico (54,47º)

Quando o vetor internuclear está orientado em um ângulo de 54,74° entre os dois núcleos, com um campo magnético estático, a parte espacial do Hamiltoniano do sistema se torna zero {\displaystyle {\biggl (}3\cos ^{2}\theta j-1=0{\biggr )}}. Dessa forma, ao rodar rapidamente a amostra sólida, é possível eliminar a influência do deslocamento químico anisotrópico se o ângulo de rotação está inclinado neste ângulo. Essa técnica se chama rotação em torno do ângulo mágico.
Para que o valor médio do Hamiltoniano se torne zero, é necessário que a taxa de rotação seja maior ou igual que a magnitude da interação anisotrópica. Se a amostra é rodada em uma taxa menor, há a aparição de várias bandas separadas pela frequência da rotação.É possível acoplar esta técnica com a técnica de polarização cruzada quando a taxa de rotação é igual a magnitude da interação isotrópica.
Para uma amostra estática, o valor do deslocamento químico é fixo para uma orientação qualquer do cristalito. Ao girar, os valores se tornam dependentes do tempo, já que as orientações dos cristalitos mudam. Em um período de rotação simples, a média do deslocamento químico anisotrópico é sentida em cada eixo de cada cristalito de tal forma que a rotação em torno do ângulo mágico pode ser considerada como uma implementação dinâmica da simetria cúbica do sistema.
Para moléculas homonucleares de núcleos leves (como Carbono e Nitrogênio), o acoplamento pode ser removido por esta técnica, já que para essas moléculas, mesmo em casos de forte ligação, a constante de acoplamento dipolar não excede 5kHz, porém pode haver certos casos de reacoplamento com algumas taxas de rotação.

### Polarização cruzada
A polarização cruzada é uma técnica que combina tanto a alta polarização quanto o tempo curto de relaxação típico do RMN 1H de alta resolução. Análises espectroscópicas de RMN que detectam a magnetização de outros núcleos, como 13C, 15N, entre outros mais pesados, que são normalmente raros, acabam tendo baixa abundância isotópica e baixa intensidade de sinal. Assim, pode-se aumentar os sinais desses núcleos fazendo a transferência de polarização de núcleos mais abundantes (normalmente o 1H) a partir da polarização cruzada.
O processo de polarização cruzada ocorre a partir da tendência da magnetização fluir de núcleos altamente polarizados para núcleos menos polarizados quando ambos entram em contato. Para spins homonucleares, essa troca pode ser feita a partir da conservação de energia mútua, mas para pares heteronucleares é necessário forçar externamente a partir da aplicação de campos em frequências de rádio.
Normalmente, a aquisição dos dados é ditada pelo tempo de relaxação do núcleo detectado. Nas condições de polarização cruzada, a aquisição depende do tempo de relaxação do núcleo que transferiu a magnetização. Como prótons têm um tempo de relaxação menor que a maior parte de outros núcleos, é possível obter muitos mais espectros em um espaço de tempo que em um experimento de pulso único detectando o núcleo 13C e outros núcleos mais raros.

### Desacoplamento heteronuclear
No desacoplamento heteronuclear, os spins de 1H (o núcleo abundante) são manipulados de forma com que o efeito de interação, quando calculada a média em relação ao tempo, é zero. Esse é o desacoplamento de spin, também utilizado na espectroscopia RMN de solução.
A partir da aplicação de pulsos de frequências de rádio, pode-se rotacionar os spins nucleares entre a forma cima/baixo até fazer o momento magnético do spin nuclear de 1H tender para zero e o acoplamento dipolar transformado em seu valor médio. Esse método é bastante usado para eliminar esses acoplamentos no estado sólido.

### Desacoplamento homonuclear
No caso do desacoplamento homonuclear, não se pode manipular independentemente a magnetização dos núcleos pois o acoplamento não é mais proporcional para núcleos diferentes. É possível usar métodos elaborados onde se mostra que o campo local exercido pelos spins uns com os outros é modificado entre todos os três eixos, o efeito do acoplamento acaba sumindo.

### 1H em estado sólido
Para o caso do 1H pode-se fazer uma redução da largura do pico a partir da rotação em ângulo mágico, porém, para remover os efeitos de acoplamento dipolar homonuclear no espectro é necessário utilizar velocidades de giro bastante altas, da ordem de 70 kHz, ou pulsos de alto poder durante a obtenção da análise. Isso é chamado de CRAMPS (rotação combinada com sequência de múltiplos pulsos) e normalmente exige amplificadores de alto poder e um magneto potente.

### 13C em estado sólido
Para RMN de núcleo de spin -1/2, 13C o acoplamento de dipolo é normalmente insignificante devido à baixa abundância ou isolamento dos núcleos. O acoplamento heteronuclear pode ser desacoplado com alta força, porém, por causa dos longos períodos de relação dos sinais no estado sólido da maioria das partículas, com exceção de prótons, os atrasos devido a essas relaxações podem ser de vários minutos entre pulsos, com algumas exceções.

## Aplicação
O RMN de sólidos é capaz de analisar uma vasta gama de materiais. Não é necessário que o material seja cristalino, como em técnicas de difração, e consegue determinar ambientes moleculares. Também é possível obter dados sobre distâncias internucleares, simetria, dinâmica de estado sólido, etc.
Com o RMN, pode-se analisar materiais como:
- Complexos orgânicos
- Complexos inorgânicos
- Polímeros
- Metais e ligas
- Espécimes arqueológicos
- Sólidos meso e microporosos
- Entre outros

A maioria dos núcleos ativados por RMN da tabela periódica pode ser análisado por RMN de sólidos.
Com o RMN, é possível pesquisar materiais biomoleculares e compreender o funcionamento biológico de materiais como a resposta celular para estímulos como luz e nutrientes.
É possível realizar cálculos quantitativos considerando que existe uma relação entre a área dos picos do espectro e a concentração dos núcleos, porém, para a técnica de polarização cruzada é complicado fazer relações quantitativas, visto que a área dos picos no espectro depende tanto das taxas de relaxação quanto das taxas de polarização cruzada. Desta forma, a intensidade do sinal do espectro depende do tempo de contato.

## RMN de sólidos para aplicações nanotecnológicas
A partir da técnica, se pode caracterizar muitas amostras englobadas como nanométricas, de tal forma a exprimir suas propriedades como poucas técnicas poderiam. Como o RMN é uma técnica que verifica mudanças em escala atômica, é possível exprimir dados com maior exatidão de sistemas muito pequenos.

### Nanotubos de carbono
Nanotubos de carbono são materiais extremamente versáteis e, em razão disto, têm ganho atenção especial de muitos pesquisadores ao redor do mundo.
A partir do RMN de estado sólido de 13C, é possível identificar propriedades estruturais dos nanotubos de carbono, desde que sejam tomadas as devidas precauções para se obter um espectro mais sensível e se utilize de forma a corroborar dados obtidos por outras técnicas.
Por ser uma boa técnica para se estudar a dinâmica de alguns processos, também é possível caracterizar propriedades magnéticas de nanotubos de carbono utilizando o RMN de estado sólido, considerando o uso de técnicas de modelagem e química teórica para auxiliar a obtenção desses dados.

### Zeólitas
Zeólitas são materiais porosos e utilizados largamente como catalisadores, absorventes e trocadores de íons ao redor do mundo.
A partir do RMN de estado sólido, é possível obter informações sobre a topologia estrutural da zeólita estudada, o que é de enorme importância para o uso das mesmas nos mais variados sistemas, visto que sua estrutura e porosidade terão efeito direto em relação à qualidade de sua propriedade desejada, seja como catalisador, ou outro.

### Catalisadores
Pode-se verificar modos de coordenação, assim como a distância entre sítios de catalisador a partir do RMN de sólidos, produção de novos catalisadores a partir de modificações na estrutura e até mesmo a evolução de fases em um sistema de multicomponentes